# 17099 Emilytianshi
17099 Emilytianshi este o planetă minoră (asteroid), cu un diametru de 5,056 km, din centura de asteroizi. A fost descoperită pe 10 mai 1999 la Experimental Test Site⁠(d) de Lincoln Near-Earth Asteroid Research. 
Obiectul prezintă o orbită caracterizată de o semiaxă mare de 2,5175467 UAi, o excentricitate de 0,1888728, o înclinație de 4,34919 ° în raport cu ecliptica.